# Paolo Vanoli
Paolo Vanoli (ur. 12 sierpnia 1972 w Varese) – włoski piłkarz grający na pozycji obrońcy lub pomocnika, reprezentant kraju, trener piłkarski.

## Życiorys
Jego pierwszym seniorskim klubem było Varese, do którego przeszedł w 1990 roku z Corsico. W klubie tym nie zagrał żadnego ligowe spotkania i w latach 1991–1993 występował w klubach z piątego poziomu rozgrywkowego: Bellinzago i Corsico. W 1993 roku przeszedł do Venezii, występującej wówczas w Serie B. W oficjalnym meczu tego klubu zadebiutował 5 września 1993 roku, kiedy to Venezia przegrała w lidze 0:4 z Fiorentiną. W 1995 roku został piłkarzem Hellasu Verona. Z klubem tym w sezonie 1995/1996 awansował do Serie A, w której po raz pierwszy wystąpił 15 września w przegranym 0:2 spotkaniu z Bologną. Po sezonie 1996/1997 Hellas spadł do Serie B. W 1998 roku Vanoli został piłkarzem Parmy. W 1999 roku zdobył z Parmą Puchar UEFA, Puchar Włoch i Superpuchar Włoch. Ponadto dwukrotnie wystąpił w reprezentacji Włoch w meczach towarzyskich: 13 listopada 1999 roku w przegranym 1:3 spotkaniu z Belgią (gdzie zdobył gola) oraz 26 kwietnia 2000 roku w wygranym 2:0 meczu z Portugalią. W 2000 roku przeszedł do Fiorentiny, z którą w 2001 roku zdobył Puchar Włoch. W roku 2002 został zwolniony z Fiorentiny, po czym występował w Bologni, Rangers F.C., Vicenzy, Akratitosie i CastelnuovoSandrà. W 2007 roku zakończył karierę piłkarską.
Po zakończeniu kariery piłkarskiej pracował jako trener. W latach 2007–2009 trenował Domegliarę. W latach 2010–2013 był asystentem trenera w reprezentacji Włoch U-17, po czym objął funkcję pierwszego trenera reprezentacji Włoch U-18, którą pełnił do 2015 roku. W latach 2014–2015 był asystentem trenera w reprezentacji Włoch U-19, po czym, do 2016 roku, był pierwszym trenerem tej reprezentacji. W latach 2016–2017 był członkiem sztabu szkoleniowego reprezentacji Włoch, gdzie pracował jako trener techniczny. Następnie był asystentem Antonio Conte w Chelsea (2017–2018) i Interze Mediolan (2018–2021).

## Statystyki ligowe
| Sezon         | Klub                 | Liga                    | Mecze | Gole |
| ------------- | -------------------- | ----------------------- | ----- | ---- |
| 1990/1991     | Varese FC            | Serie C1                | 0     | 0    |
| 1991/1992     | US Bellinzago        | Interregionale          | 28    | 1    |
| 1992/1993     | US Corsico           | Serie D                 | 31    | 3    |
| 1993/1994     | AC Venezia           | Serie B                 | 30    | 2    |
| 1994/1995     | AC Venezia           | Serie B                 | 26    | 0    |
| 1995/1996     | Hellas Verona        | Serie B                 | 30    | 0    |
| 1996/1997     | Hellas Verona        | Serie A                 | 27    | 0    |
| 1997/1998     | Hellas Verona        | Serie B                 | 27    | 2    |
| 1998/1999     | AC Parma             | Serie A                 | 14    | 2    |
| 1999/2000     | AC Parma             | Serie A                 | 29    | 0    |
| 2000/2001     | AC Fiorentina        | Serie A                 | 27    | 0    |
| 2001/2002     | AC Fiorentina        | Serie A                 | 17    | 1    |
| 2002/2003     | Bologna FC           | Serie A                 | 21    | 2    |
| 2003/2004     | Rangers F.C.         | Scottish Premier League | 23    | 2    |
| 2004/2005 (j) | Rangers F.C.         | Scottish Premier League | 5     | 0    |
| 2004/2005 (w) | Vicenza Calcio       | Serie B                 | 17    | 2    |
| 2005/2006     | APO Akratitos        | Alpha Etniki            | 4     | 0    |
| 2006/2007     | GC CastelnuovoSandrà | Eccellenza              | ?     | ?    |